# Rhytidacris punctata
Rhytidacris punctata är en insektsart som först beskrevs av Kirby, W.F. 1902.  Rhytidacris punctata ingår i släktet Rhytidacris och familjen gräshoppor. Inga underarter finns listade i Catalogue of Life.